# Ambrus Balogh
Ambrus Balogh (n. 12 august 1915, Csengerújfalu, Districtul Cinghir, Szabolcs-Szatmár-Bereg, Ungaria – d. 6 iulie 1978, Budapesta, Republica Populară Ungară) a fost un trăgător de tir ce a reprezentat Ungaria, medaliat olimpic. A participat la 3 ediții ale Jocurilor Olimpice (1948, 1952, 1960) în care a câștigat 1 medalie de bronz.